# Орбитален период
Орбиталният период е времето, необходимо на дадено небесно тяло да извърши пълно завъртане по своята орбита. За обекти в хелиоцентрична орбита се различават следните категории орбити:
- Звезден период (звездна година) – времето, необходимо на обекта за извършване на пълно завъртане около главното тяло спрямо звездите. Този период се счита за истинския орбитален период. Времето за едно пълно завъртане около Слънцето се нарича сидеричен период или сидерична година.
- Синодичен период – времетраенето между явявания на обекта на една и съща позиция в небето спрямо Слънцето при наземни наблюдения. Например, интервалът от време между две последователни „съединявания“ на Луната или някоя планета от Слънчевата система със Слънцето, когато се наблюдава от Земята. Отличава се от звездния период поради факта, че Земята се движи по своята орбита около Слънцето.
- Драконов период (са́рос) е времетраенето между две последователни пресичания на възходящия възел. Отличава се от звездния период, защото за правата на възлите е типична бавната прецесия или рецесия. За Луната той е 223 синодични месеца (средно приблизително 6585,3211 дни или 18,03 тропически години), след което затъмненията на Луната и Слънцето се повтарят приблизително в същия ред. В края на всеки сарос относителните позиции и скорости на телата в системата Земя–Луна–Слънце се повтарят с много висока точност.
- Аномалистичен период е времетраенето между два последователни перихелия на обекта. Отличава се от звездния период поради прецесия или рецесия на голямата полуос на елипсовидната орбита. Например, аномалистичният период на Земята е 365,25964 дни, на Луната е 27,55455 дни.
- Тропически период е времетраенето между две последователни позиции с ректасцензия от нула градуса. Това е продължителността на времето, през което Слънцето завършва един цикъл от сезони, както се вижда от Земята, като например времето от едно пролетно равноденствие до следващо или от един ден от лятното слънцестоене до следващия. По-кратък е от звездния период поради прецесията на точката на пролетното равноденствие.

## Връзка между звезден и синодичен период
Николай Коперник първи извежда формула за изчисление на звездния период на дадена планета спрямо нейния синодичен период.
Нека
E е звездният период на Земята (звездна година),
P е звездният период на другата планета,
S е синодичният период на другата планета спрямо Земята.
В случай че Земята е по-отдалечена от Слънцето спрямо другата планета, то:
{\displaystyle P={\frac {1}{{\frac {1}{E}}+{\frac {1}{S}}}}}
В противен случай:
{\displaystyle P={\frac {1}{{\frac {1}{E}}-{\frac {1}{S}}}}}
Таблица на звездните и синодичните периоди на по-масивните тела в Слънчевата система спрямо Земята:
|          | Звезден период (години) | Синодичен период (години) | Синодичен период (дни) |
| Меркурий | 0,241                   | 0,317                     | 115,9                  |
| Венера   | 0,615                   | 1,599                     | 583,9                  |
| Земя     | 1                       | —                         | —                      |
| Луна     | 0,0748                  | 0,0809                    | 29,5306                |
| Марс     | 1,881                   | 2,135                     | 780,0                  |
| 1 Церера | 4,600                   | 1,278                     | 466,7                  |
| Юпитер   | 11,87                   | 1,092                     | 398,9                  |
| Сатурн   | 29,45                   | 1,035                     | 378,1                  |
| Уран     | 84,07                   | 1,012                     | 369,7                  |
| Нептун   | 164,9                   | 1,006                     | 367,5                  |
| Плутон   | 248,1                   | 1,004                     | 366,7                  |

На фигурата е изобразена логаритмична графика на зависимостта на орбиталните периоди {\displaystyle T\,} (в земни години) от голямата полуос {\displaystyle a\,} (средна стойност на афелия и перихелия в астрономически единици AU) на някои орбити от Слънчевата система. Кръстовете означават стойностите на Кеплер и очертават правата зелена линия, което означава, че отношението {\displaystyle a\,}³/{\displaystyle T\,}² е постоянно.

## Изчисления

### Тяло с незначителна маса на орбита около масивно централно тяло
В астродинамиката съгласно третия закон на Кеплер, орбиталният период {\displaystyle T\,} (в секунди) на елиптична или кръгова орбита на тяло с незначителна маса около масивно централно тяло е
{\displaystyle T=2\pi {\sqrt {\frac {a^{3}}{\mu }}}},
където:
- {\displaystyle a\,} е дължината на голямата полуос на елипсата в метри;
- {\displaystyle \mu =GM\,} е (стандартен гравитационен параметър);
  - {\displaystyle G=\left(6,67428\pm 0,00067\right)\times 10^{-11}\ [{\mbox{m}}^{3}\ {\mbox{kg}}^{-1}\ {\mbox{s}}^{-2}]} 
e гравитационната константа;
  - {\displaystyle M\,} e масата на централното тяло в килограми.

За всички елипси с една и съща голяма полуос орбиталният период е един и същ, независимо от ексцентрицитета.
В случай на централно тяло със сферична симетрия и маса, равна на земната, се получава:
{\displaystyle T=1,4{\sqrt {(a/R)^{3}}}},
където {\displaystyle T\,} е времетраенето в часове, а {\displaystyle R\,} е радиусът на тялото.
За околослънчева орбита се получава:
{\displaystyle T={\sqrt {a^{3}}}},
където {\displaystyle T\,} е орбиталният период, измерен в земни години,
{\displaystyle a\,} – дължината на голямата полуос в астрономически единици.
Обратно, формулата за изчисляване на разстоянието, на което тялото трябва да се върти, за да има даден орбитален период, е: 
{\displaystyle a={\sqrt[{3}]{\frac {GMT^{2}}{4\pi ^{2}}}}}
Например, малко тяло с маса 100 kg, за да извърши един оборот за 24 часа, трябва да се върти на разстояние 1,08 метра от центъра на масата си.
Когато сравнително малко тяло се движи по кръгова орбита и зависи от плътността на центъра на масата {\displaystyle \rho } [kg / m³], орбиталният период се изчислява по формулата:
{\displaystyle T={\sqrt {\frac {3\pi }{G\rho }}}}.

### Две тела със сравними маси
В небесната механика, когато двете тела на орбита имат сравними маси, техният взаимен орбитален период {\displaystyle P\,} може да се изчисли по формулата:
{\displaystyle P=2\pi {\sqrt {\frac {a^{3}}{G\left(M_{1}+M_{2}\right)}}}}
където:
- {\displaystyle a\,} е сборът на големите полуоси на елипсите, които описват телата спрямо инертна отправна система, или елипсата, описвана от първото тяло около второто срямо система с център второто тяло, равна на разстоянието между тях при кръгова орбита;
- {\displaystyle M_{1}\,} и {\displaystyle M_{2}\,} са масите на двете тела;
- {\displaystyle G\,} е гравитационната константа.

При параболични и хиперболични траектории движението не е периодично – тялото само веднъж преминава през перихелий около фокуса; на теория, за пълно описване на параболична траектория е необходимо безкрайно време.